# Wypławczak garbaty
Wypławczak garbaty, limaponcja (Limapontia capitata) – niewielki, bezmuszlowy bałtycki ślimak tyłoskrzelny o pozbawionym wyrostków ciele. Upodabnia go ono bardziej do wypławków niż ślimaków – stąd polska nazwa rodzajowa. W związku z niewystępowaniem muszli, brak również wyraźnego worka trzewiowego. Na środku grzbietu znajduje się charakterystyczny garb, któremu mięczak zawdzięcza z kolei polską nazwę gatunkową. Kolor czarniawy w jaśniejsze punkty z wyjątkiem białawych: głowy, garbu oraz tylnego końca ciała. Długość do 8 mm.
Limaponcja porusza się powoli, żywiąc się jednokomórkowymi zielenicami i okrzemkami. W rozwoju posiada stadia larw planktonicznych. Umieszczona w wodzie słodkiej, wydziela dużo białawego śluzu, pachnącego bardzo silnie podobnie do stęchłej mąki. Wypławczak to jeden z najczęściej spotykanych tyłoskrzelnych ślimaków bałtyckich. Zamieszkuje stosunkowo pospolicie płytkie i zaciszne, często silnie wysłodzone zatoki morskie, gdzie bytuje wśród wodorostów, rzadziej na dnie mulistym z dużą zawartością materii organicznej. Prócz Bałtyku, ślimak ten występuje również w innych morzach europejskich, od Portugalii do Morza Białego.